# Al-Orouba SC
Al-Orouba Sporting Club (arab. ‏نادي العروبة الرياضي‎) – omański klub piłkarski grający w pierwszej lidze omańskiej, mający siedzibę w mieście Sur.

## Historia
Klub został założony w 1970 roku. W swojej historii klub czterokrotnie wywalczył tytuł mistrza Omanu w sezonach 1999/2000, 2001/2002, 2007/2008 i 2014/2015. Zdobył również trzy Puchary Omanu w 1973, 1992 i 2007.

## Sukcesy
- Oman Professional League:

mistrzostwo (4): 1999/2000, 2001/2002, 2007/2008, 2014/2015
wicemistrzostwo (5): 1991/1992, 2000/2001, 2004/2005, 2006/2007, 2010/2011
- Puchar Omanu:

zwycięstwo (3): 1993, 2001, 2010, 2015
finał (2): 1997, 2000
- Superpuchar Omanu:

zwycięstwo (4): 2000, 2002, 2008, 2011

## Stadion
Domowe mecze klub rozgrywa na stadionie o nazwie Sur Youth Complex, położonym w mieście Sur. Stadion może pomieścić 8000 widzów.